# Glacier Strait
Die Glacier Strait ist eine Meerenge, die in nord-südlicher Ausdehnung vor der Borchgrevink-Küste des ostantarktischen Viktorialands liegt. Sie trennt die im Rossmeer liegende Coulman-Insel im Osten von Kap Jones und den Gletscherzungen des Borchgrevink- und des Mariner-Gletschers im Westen. Sie führt vom Rossmeer im Norden zur Lady Newnes Bay im Süden und Südwesten.
Auf Vorschlag des neuseeländischen Geodäten Malcolm Roding James Ford (1939–1996) wurde sie nach den beiden Gletscherzungen und zu Ehren des Eisbrechers Glacier benannt, auf dem sich Ford im Februar 1965 aufhielt.